# Fabrizio Castaldi
Fabrizio Castaldi (Roma, 3 giugno 1971) è un funzionario e dirigente pubblico italiano, segretario generale della Camera dei deputati dal 9 gennaio 2022.

## Biografia
Nasce il 3 giugno 1971 a Roma dove, nel maggio del 1995, si laurea in giurisprudenza presso l’Università La Sapienza. Dopo la laurea consegue l’abilitazione alla professione forense e svolge attività didattica come docente a contratto di corsi di diritto parlamentare presso l’università Tor Vergata di Roma.
Nel giugno 1999 vince il concorso pubblico per consigliere parlamentare della Camera dei deputati, dove ricopre diversi incarichi presso l'assemblea e le commissioni parlamentari. Dal 2008 è iscritto all'albo speciale degli avvocati della Camera dei deputati e collabora con l'Avvocatura della Camera. Nel 2013 è chiamato a capo della segreteria istituzionale della presidente della Camera dei deputati, e nel 2015 viene nominato vicesegretario generale.
Il 29 dicembre 2021 l’ufficio di presidenza lo nomina all'unanimità segretario generale della Camera dei deputati succedendo a Lucia Pagano.